# Каташино
Каташино (Коташино) — деревня в Окуловском муниципальном районе Новгородской области, относится к Котовскому сельскому поселению.

## География
Деревня Каташино расположена на левом берегу реки Мсты. Расстояние до административного центра муниципального района — города Окуловка — 18 км на юго-запад или 23 км по автомобильным дорогам. В 6 км к юго-западу от деревни Каташино находится административный центр сельского поселения — посёлок Котово, а в 4 км к северо-западу от деревни расположен посёлок Топорок.

## Население
| 2010 |
| ---- |
| 11   |

## История
В XV—XVII вв. деревня Каташина находилась в Шегринском погосте Деревской пятины Новгородской земли.
Отмечена на картах 1792, 1826—1840.

## Транспорт
Ближайшие железнодорожные станции расположены в Котово и Топорке.